# Katharina von Redern

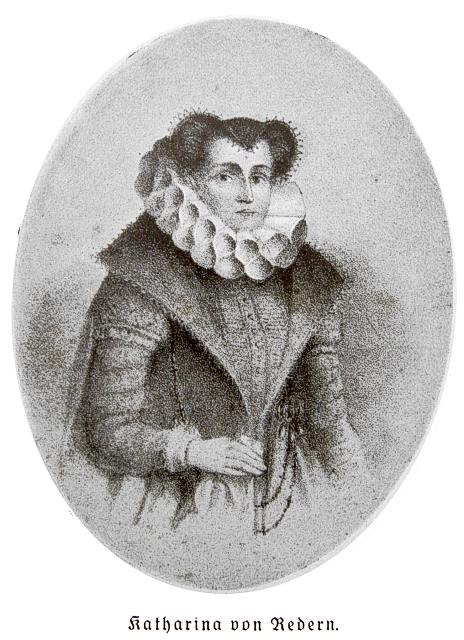

Katharina von Redern, geborene Gräfin Schlick (* zwischen 1553 und 1564 in Neudek; † 29. Juli 1617 in Reichenberg) war eine böhmische Adelige.

## Biografie
Die Tochter des Grafen Christoph Schlick (1524–1578) und Barbara von Kolowrat (1529–1601) aus der Maschauer Linie des Geschlechts wurde möglicherweise in Neudek im Erzgebirge geboren.
Seit 1582 war sie mit Melchior von Redern verheiratet. Während der Abwesenheit ihres im kaiserlichen Militärdienst stehenden Ehemannes verwaltete Katharina dessen Herrschaft Friedland mit Reichenberg und Seidenberg. Nach Melchiors Tode übernahm Katharina am 20. September 1600 die Verwaltung des Besitzes für ihren minderjährigen Sohn Christoph.
Sie verlegte den Sitz der Herrschaft nach Reichenberg, wo er bis zum Schlossbrand von 1615 verblieb, und verlieh der Stadt das Salzhandelsprivileg. Die Protestantin verfügte die Schließung der Wallfahrtskirche in Haindorf und ordnete die Verbringung des wundertätigen Marienbildes nach dem Schloss Reichenberg an. In der Kirche der Kreuzfindung in Friedland ließ sie 1605 durch den Bildhauer Gerhard Heinrich ein marmornes Grabmal für ihren Mann mit Bronzestatue errichten. 1607 stiftete sie das Armenspital in Reichenberg. Den 1599 von der Stadt Reichenberg begonnenen Rathausbau vollendete sie 1603 aus eigenen Mitteln. 1609 gründete Katharina von Redern das Dorf Katharinberg.

## Ehrungen
Im zwischen 1888 und 1893 durch Franz von Neumann errichteten neuen Rathausbau wurde sie ihrer Verdienste für die Stadt wegen im Figurenrelief des Hauptportals als Dame mit Federhut dargestellt.